# Schnock (Hebbel)
Schnock. Ein niederländisches Gemälde ist eine humoristische Erzählung von Friedrich Hebbel. Sie entstand 1836–37 und wurde 1847 in dem Jahrbuch Huldigung der Frauen. Taschenbuch für das Jahr 1848 veröffentlicht. Die erste Einzelausgabe folgte 1850 im Verlag J.J. Weber in Leipzig.

## Inhalt

### Erstes Kapitel
Der namenlose Ich-Erzähler der Geschichte kommt auf einer Reise durch die kleine Stadt Y., wo gerade ein entlaufener Dieb wieder eingefangen wurde. Der Schreinermeister Schnock, der ihn im Wald gefangen hat, wird dafür vom Amtmann belobigt. Der Erzähler beginnt ein Gespräch mit Schnock und erfährt, dass dieser seine Heldentat bereut und Angst vor einer späteren Rache des Diebs hat. Der Erzähler lädt Schnock ein, den Abend mit ihm zu verbringen, und Schnock erzählt aus seinem Leben:

### Zweites Kapitel
Schnock ist zwar groß und kräftig, aber friedliebend und eher feige. Als Jugendlicher wollte er das Schneiderhandwerk lernen, sein Vater drängt ihn jedoch dazu, wie er selbst Schreiner zu werden. Als junger Mann wollte er eigentlich Junggeselle bleiben, wird aber von seiner Mutter zu einer Heirat mit seiner Nachbarin Magdalene gedrängt. Schnock ist misstrauisch gegenüber Magdalenes Liebenswürdigkeit und möchte sie aus der Reserve locken, was aber nicht gelingt. Nach der Eheschließung stellt sie sich als zänkisch und geizig heraus, und Schnock versucht vergeblich, sich gegen sie aufzulehnen. Um seine Männlichkeit öffentlich zu beweisen, fängt er einmal in einer Kneipe einen Streit mit seinem Vetter, dem Stellmacher Vinckel an, wobei er sich schwere Verletzungen einhandelt und wiederum von seiner Frau gescholten wird.

### Drittes Kapitel
Am nächsten Morgen will der Erzähler wieder abreisen und trifft im Schankraum des Gasthofs auf Schnock. Dieser hat mit dem Wirt eine Wette abgeschlossen: Solange er weder lacht noch ein Wort spricht, muss der Wirt ihm Essen und Getränke kostenlos vorsetzen. Lacht oder spricht er aber, muss er alles doppelt bezahlen. Daher verabschiedet er sich stumm vom Erzähler, während der Wirt ihm aufzählt, mit welchem Tricks er Schnock zum Reden bringen will.